# Kein Mord von der Stange
Kein Mord von der Stange (Originaltitel: Looker) ist ein amerikanischer Thriller aus dem Jahr 1981 mit Albert Finney und James Coburn.

## Handlung
Der plastische Chirurg Dr. Larry Roberts hatte vor einiger Zeit bei vier jungen und hübschen Fotomodellen, die in Fernsehwerbespots auftraten, auf deren Bitten kleinere Veränderungen an ihrem Äußeren vorgenommen. Er hatte sich zwar gewundert, weil mit bloßem Auge gar keine „Makel“  wahrnehmbar waren, aber entsprach ihren Wünschen und nahm die Eingriffe vor. Als diese Models später unter mysteriösen Umständen sterben, wird Roberts vom ermittelnden Lieutenant Masters als Mörder verdächtigt. Roberts recherchiert daher selbst, was ihn auf die Spur des High-Tech-Unternehmens Digital Matrix führt, das von John Reston geleitet wird. Digital Matrix experimentiert mit der Beeinflussung der Psyche durch Fernsehen.
Das Forschungsunternehmen bewertet seine Models mithilfe eines Bewertungssystems, um die kombinierte visuelle Wirkung verschiedener physischer Attribute in Fernsehwerbespots zu messen. Bei einem Experiment hatte man einige Models zu Dr. Roberts geschickt, um ihre visuelle Wirkung durch eine Schönheitsoperation zu maximieren. Obwohl die Modelle nach der Operation körperlich perfekt erscheinen, waren sie immer noch nicht so effektiv wie gewünscht. So entschied man sich für einen anderen Ansatz und verwendete nur noch computergenerierte 3D-Modelle der Kandidatinnen, die, dann in Werbespots als Animation verwendet wurden. Die Verträge scheinen für die Models unglaublich lukrativ zu sein, denn sobald ihre Körper digital dargestellt sind, erhalten sie einen lebenslangen Gehaltsscheck und müssen nie wieder arbeiten, da ihre digitalen Modelle für alle ihre zukünftigen Arbeiten in Werbespots verwendet werden.
Während seiner privaten Ermittlungen entdeckt Roberts ein Lichtimpulsgerät, die Light Ocular-Oriented Kinetic Emotive Responses (LOOKER)-Pistole, die die Illusion der Unsichtbarkeit erweckt, indem sie ihre Opfer sofort hypnotisiert, sodass sie jegliches Zeitgefühl verlieren und bei ihnen Trancezustände hervorruft, in deren Folge sie irrational handeln und sich damit meist selbst gefährden. So sind die vier Models nach einer solchen, unfreiwilligen, Looker-Behandlung, zu Selbstmördern geworden. Bei seinen Recherchen, bei denen Roberts heimlich bis zum Looker-Labor vordringen kann, wird er von einem Mann angegriffen, der die neu entwickelte Waffe gegen ihn einsetzt. Doch Roberts gelingt es den Lichtstrahl mittels seiner verspiegelten Sonnenbrille zu brechen, sodass der Angreifer vom Strahl getroffen wird, der ihn bewegungsunfähig macht. Damit gelangt er aber massiv in den Focus seiner Gegner und muss stetig fliehen, was dazu führt, dass Roberts mit seinem Auto verunglückt, aber er entkommt und versteckt sich in einem Sicherheitsauto von Reston Industries, das ihn zum Firmensitz bringt. Hier kommt es erneut zu einem Kampf zwischen Roberts und seinem Verfolger, der in Restons Auftrag handelt. Als Reston selbst in die Auseinandersetzung eingreift und auf die Kontrahenten schießt, trifft er dabei versehentlich seinen eigenen Mann. Lieutenant Masters, der Roberts verfolgt hatte, trifft ein und schafft es, Reston zu töten, bevor er auch noch Roberts erschießen kann.

## Hintergrund
Anliegen des Films war die Kritik am Fernsehen, das durch gezielte Werbespots Menschen manipuliere, beworbene Produkte zu kaufen.
Die Veröffentlichung von Looker erfolgte in den USA am 30. Oktober 1981 und in Deutschland am 29. Januar 1982.

## Kritiken
moviebreak.de meinte: „Trotz einiger Mängel und den unverkennbaren Abnutzungserscheinungen lohnt sich diese Wiederentdeckung. Wer sich nicht an geringer Action, gemäßigtem Tempo und leicht antiquierten Momenten großartig stört, dürfte mit Michael Crichton’s klugen und leicht provokanten Sci-Fi-Thriller durchaus seine Freude haben. Kommt nicht an seine besten Arbeiten heran, für solide Unterhaltung reicht es allemal.“
The New York Times schrieb, Looker sei ein „paranoider Albtraum“ über die Abhängigkeit von der Computertechnik. Die Grundidee sei das Einzige, was zufrieden stelle. Das Drehbuch sei verdummend und sinnlos. Das Lexikon des internationalen Films befand: „Zum Zeitpunkt seiner Entstehung noch weit hergeholt erscheinende, aber spannende Mischung aus Science-Fiction und realitätsbezogenem Thriller; eine deutliche Warnung vor der Möglichkeit der totalen Manipulation des Menschen durch Mikroelektronik und Computertechnik.“
Cinema urteilte: „Dank der einfallsreichen Story, der exzellenten Darsteller und der visuellen Effekte macht der Ausflug in die Zukunft Laune. Der Film war als Komödie geplant, wurde zum Thriller umgeschneidert und ist nun ein Mix aus beidem. Spaßig, wenn auch ziemlich konstruiert“
prisma.de wertete: „Als Michael Crichton diesen futuristischen Thriller nach eigenem Drehbuch inszenierte, schien die Grundidee äußerst weit hergeholt. Heute erst weiß man, dass Crichton seiner Zeit voraus war. Denn seit einiger Zeit warnen auch andere Wissenschaftler vor den Möglichkeiten der Manipulation durch Computer- und Medienelektronik. Besonders gelungen sind jene Zeitmanipulationen, die die jeweiligen Opfer für Stunden paralysiert zurücklassen.“

## Auszeichnungen
- 1985: „Best Science-Fiction Film“ des Brussels International Festival of Fantasy Film (für Michael Crichton)